# Krousonas
Krousonas (griechisch Κρουσώνας (m. sg.)) ist eine Kleinstadt und ein Gemeindebezirk in der kretischen Gemeinde Malevizi. Die Kleinstadt Krousonas wurde 1997 mit drei weiteren Ortschaften zu einer Stadtgemeinde gleichen Namens zusammengelegt, die wiederum zum 1. Januar 2011 auf Grund des Kallikratis-Gesetzes mit den Gemeinden Gazi und Tylisos zur neuen Gemeinde Malevizi zusammengeschlossen wurde. Die eigentliche Stadt Krousonas zählt 2107 Einwohner.

## Gliederung
Der Gemeindebezirk Krousonas wird gebildet aus den Ortschaften:
| - Stadtbezirk Krousonas (Κρουσώνας), 2175 Einw. - Agia Eirini (Αγία Ειρήνη) - Kitharida (Κιθαρίδα) - Krousonas (Κρουσώνας) - Ortsgemeinschaft Korfes (Κορφές), 293 Einw. - Korfes (Κορφές) - Ortsgemeinschaft Loutraki (Λουτράκι), 143 Einw. - Kato Loutraki (Κάτω Λουτράκι) - Loutraki (Λουτράκι) - Ortsgemeinschaft Sarchos, 165 Einw. - Sarchos (Σάρχος) |